# بهره مرکب

تأثیر بهرهٔ مرکب سالانهٔ ۲۰٪ با پرداخت در بازه‌های زمانی سالانه، ماهانه، فصلی و پیوسته، بر روی سرمایهٔ اصلی $۱٬۰۰۰ در یک بازهٔ زمانی ده‌ساله

بهرهٔ مرکب گونه‌ای بهره است که در آن میزان بهره به اصل سرمایه اضافه می‌شود و در نوبت‌های بعدی علاوه بر اصل سرمایه‌گذاری، به بهره نیز بهره تعلق می‌گیرد.
بهره مرکب می‌تواند به‌عنوان «بهره بر سود» یا «سودِ سود» در نظر گرفته شود و باعث می‌شود تا سپرده یا وام با نرخ بیشتری از نرخ عادی رشد داشته باشد. چرا که در نرخ‌های عادی بهره یا سود فقط بر مقدار اصل سرمایه محاسبه می‌شود. نرخی که به بهره مرکب تعلق می‌گیرد به دوره تناوب ترکیب بستگی دارد. هرچه تعداد دوره‌های ترکیب بیشتر باشد، بهره مرکب هم بزرگ‌تر می‌شود. به همین خاطر، مقدار بهره مرکب که به یک وام یک میلیون تومانی به صورت سالانه و با نرخ ۱۰٪ تعلق می‌گیرد کمتر از مقدار بهره مرکبی است که به همان وام یک میلیون تومانی اما این بار با نرخ ۵٪ و به صورت شش‌ماهه تعلق می‌گیرد، اگرچه بازه زمانی هر دو در مجموع یک سال است.

## محاسبه بهره مرکب
سود مرکب = مقدار کل اصل اصلی و سود در آینده (یا ارزش آینده) کمتر از مبلغ اصلی در حال حاضر (یا ارزش فعلی)
= [P (1 + i)n] – P
= P [(1 + i)n – ۱]
(درصورتیکه P = اصل، i = نرخ سود سالیانه اسمی بر حسب درصد و n = تعداد دوره‌های ترکیب)